# Blastemanthus
Blastemanthus é um género botânico pertencente à família Ochnaceae.